# Martin Stather
Martin Stather (* 5. Juli 1954 in Heidelberg) ist ein deutscher Kunsthistoriker und Ausstellungskurator.

## Leben
Martin Stather studierte Kunstgeschichte in Heidelberg, München und Hamburg. 1988 wurde er in Heidelberg promoviert.
M. Stather ist langjähriger Künstlerischer Leiter des Mannheimer Kunstvereins und Autor zahlreicher Schriften zu zeitgenössischen Kunst.
In seiner Forschung beschäftigt er sich mit einem breiten Themenspektrum der Kunst des 19. und des 20. Jahrhunderts und der zeitgenössischen Kunst.

## Publikationen
- Norbert Bisky: Abgesagt. Katalog zur gleichnamigen Ausstellung im Mannheimer Kunstverein, 2004.
- Einer frohen Zukunft entgegen – Kunst der DDR der 50er Jahre. Katalog zur gleichnamigen Ausstellung im Mannheimer Kunstverein, 1998.
- Landvermesser: Landschaftsdarstellungen in der zeitgenossischen Kunst. Katalog zur gleichnamigen Ausstellung im Mannheimer Kunstverein, 1996
- Xaver Fuhr. Die Mannheimer Jahre. Katalog zur gleichnamigen Ausstellung im Mannheimer Kunstverein, 1994.